# Рондо (Арканзас)
Ро́ндо (англ. Rondo) — місто (англ. town) в США, в окрузі Лі штату Арканзас. Населення — 163 особи (2020).

## Географія
Рондо розташоване на висоті 65 метрів над рівнем моря за координатами 34°39′27″ пн. ш. 90°49′15″ зх. д. / 34.65750° пн. ш. 90.82083° зх. д. (34.657506, -90.820884). За даними Бюро перепису населення США в 2010 році місто мало площу 2,61 км², уся площа — суходіл.

## Демографія
Згідно з переписом 2010 року, у місті мешкало 198 осіб у 97 домогосподарствах у складі 60 родин. Густота населення становила 76 осіб/км². Було 113 помешкання (43/км²).
Расовий склад населення:
| - 70,7 % — чорних або афроамериканців - 27,3 % — білих |

До двох чи більше рас належало 2,0 %. Іспаномовні складали 0,5 % від усіх жителів.
За віковим діапазоном населення розподілялося таким чином: 14,6 % — особи молодші 18 років, 58,1 % — особи у віці 18—64 років, 27,3 % — особи у віці 65 років та старші. Медіана віку мешканця становила 53,0 року. На 100 осіб жіночої статі у місті припадало 83,3 чоловіків; на 100 жінок у віці від 18 років та старших — 83,7 чоловіків також старших 18 років.
Середній дохід на одне домашнє господарство становив 20 968 доларів США (медіана — 16 250), а середній дохід на одну сім'ю — 23 761 долар (медіана — 19 250). За межею бідності перебувало 52,5 % осіб, у тому числі 74,6 % дітей у віці до 18 років та 40,5 % осіб у віці 65 років та старших.
Цивільне працевлаштоване населення становило 47 осіб. Основні галузі зайнятості: освіта, охорона здоров'я та соціальна допомога — 25,5 %, сільське господарство, лісництво, риболовля — 23,4 %, мистецтво, розваги та відпочинок — 17,0 %, роздрібна торгівля — 12,8 %.
За даними перепису населення 2000 року в Рондо проживало 237 осіб, 69 сімей, налічувалося 99 домашніх господарств і 113 житлових будинків. Середня густота населення становила близько 91,2 осіб на один квадратний кілометр. Расовий склад Рондо за даними перепису розподілився таким чином: 26,16 % білих, 70,04 % — чорних або афроамериканців, 3,80 % — представників змішаних рас. Іспаномовні склали 1,69 % від усіх жителів містечка.
З 99 домашніх господарств в 24,2 % — виховували дітей віком до 18 років, 36,4 % представляли собою подружні пари, які спільно проживали, в 32,3 % сімей жінки проживали без чоловіків, 30,3 % не мали сімей. 28,3 % від загального числа сімей на момент перепису жили самостійно, при цьому 15,2 % склали самотні літні люди у віці 65 років та старше. Середній розмір домашнього господарства склав 2,39 особи, а середній розмір родини — 2,90 особи.
Населення містечка за віковим діапазоном за даними перепису 2000 року розподілилося таким чином: 25,7 % — жителі молодше 18 років, 6,8 % — між 18 і 24 роками, 22,4 % — від 25 до 44 років, 27,4 % — від 45 до 64 років і 17,7 % — у віці 65 років та старше. Середній вік мешканця склав 42 роки. на кожні 100 жінок в Рондо припадало 76,9 чоловіків, у віці від 18 років та старше — 69,2 чоловіків також старше 18 років.
Середній дохід на одне домашнє господарство в містечкі склав 15 000 доларів США, а середній дохід на одну сім'ю — 26 250 доларів. При цьому чоловіки мали середній дохід в 25 000 доларів США на рік проти 16 667 доларів середньорічного доходу у жінок. Дохід на душу населення в містечкі склав 13 601 долар на рік. 32,7 % від усього числа сімей в населеному пункті і 38,7 % від усієї чисельності населення перебувало на момент перепису населення за межею бідності, при цьому 48,6 % з них були молодші 18 років і 46,7 % — у віці 65 років та старше.